# Administración de Parques Nacionales
Pour les articles homonymes, voir APN.
Administración de Parques Nacionales (APN) est un organisme étatique argentin. Créé en 1934 sous le nom de Dirección de Parques Nacionales, il administre toutes les aires protégées de l'Argentine. Il a pour but de préserver et de conserver la bio-diversité et le patrimoine archéologique du pays.
L’administration centrale de la gestion des parcs nationaux argentins est située au centre de Buenos Aires, au 960, avenue de Santa Fe. Une bibliothèque et un centre d'information y sont ouverts au public. Cette administration a également la charge des monuments nationaux, tels que le monument naturel Bosques Petrificados (une forêt pétrifiée située dans la province de Santa Cruz), ainsi que des réserves naturelles et éducatives.